# 申基夫希納
49°53′9″N 33°9′4″E / 49.88583°N 33.15111°E
申基夫希納（烏克蘭語：Шинківщина），是烏克蘭的村落，位於該國中部波爾塔瓦州，由盧布尼區負責管轄，分別距離托特奇涅0.5公里和波克羅夫西卡巴加奇卡2公里，海拔高度134米，2001年人口99。